# Оганов, Виктор Семёнович
Виктор Семёнович Оганов (род. 11 августа 1976, Сыктывкар, Россия) — российский боксёр-профессионал, выступающий во 2-й средней весовой категории.

## Биография
Отец Виктора - армянин.

### 1998—2007
Дебютировал в ноябре 1998 года.

### 1 сентября2007Фульхенсио Суньига —Виктор Оганов
- Место проведения:  Эмеральд Куин Касино, Такома, Вашингтон, США
- Результат: Победа Суньиги нокаутом в 9-м раунде в 12-раундовом бою
- Статус: Рейтинговый бой
- Рефери: Джефф Макалусо
- Счет судей: Барри Драксман (78—73), Чак Джиампа (78—73), Пэт Расселл (78—73) — все в пользу Суньиги
- Время: 1:25
- Вес: Суньига 75,7 кг; Оганов 75,7 кг
- Трансляция: Showtime ShoBox

В сентябре 2007 года Оганов вышел на ринг против колумбийца Фульхенсио Суньиги. Колумбиец доминировал в ринге. В начале 9-го раунда Суньига провёл серию хуков и апперкотов челюсть. Последним ударом - левый боковым - он послал россиянина в нокдаун. Оганов распластался на полу. Он поднялся на счёт 6. Колумбиец принялся добивать противника. Оганов смог спастись в клинче. Рефери разнял боксёров. Суньига прижал россиянина к канатам и начал бомбить его ударами в голову. Оганов не отвечал, и завалившись на канаты, опустился на канвас. Рефери прекратил бой. Оганов не оспаривал остановку боя.

### 1 ноября2008Андре Диррелл —Виктор Оганов
- Место проведения:  The Home Depot Center, Карсон, Калифорния, США
- Результат: Победа Диррелла нокаутом в 4-м раунде в 12-раундовом бою
- Статус: Отборочный бой за титул WBO во 2-м среднем весе
- Рефери: Рэй Корона
- Счет судей: Рауль Каис (50—44), Джерри Канту (50—45), Ральф Макнайт (50—45) — все в пользу Диррелла
- Время: 0:28
- Вес: Диррелл 76,0 кг; Оганов 76,0 кг
- Трансляция: Showtime
- Счёт неофициальных судей: Игор Фрэнк (50—45), Стив Ким (50—45), Майкл Росентал (50—45) — все в пользу Диррелла

В ноябре 2008 года состоялся бой между Виктором Огановым и Андре Дирреллом. Оганов весь бой шёл вперёд, пытаясь нокаутировать американца, а Диррелл, постоянно уходил от противника, и ловил его на контраатаках. К середине боя у россиянина образовалась сечка над левым глазом. В начале 6-го раунда Диррелл провёл левый апперкот и сразу же добавил левый хук. Рефери сразу же прекратил бой. Зрители освистали решение рефери. Комментаторы Showtime удивились действиям Рэя Короны. Оганов был недоволен остановкой боя.